# Gedächtnis mit Flügeln
Gedächtnis mit Flügeln ist ein Roman von Romain Gary, der 1980 unter dem Titel Les Cerfs-volants erschienen ist. Es ist das letzte seiner zu Lebzeiten publizierten Bücher.
Das Buch spielt im Milieu der Résistance in Frankreich während der deutschen Besetzung und handelt von der ersten Liebe unter Jugendlichen, dem Bau von und dem Spiel mit Spielzeugdrachen und vom Krieg in der Normandie 1944 am Vorabend der Befreiung. Es ist „der Erinnerung“ gewidmet.

## Inhalt
Der zehnjährige Ludovic beginnt in zeitlicher Abfolge, ab dem Beginn der 1930er Jahre, von seinem Onkel zu erzählen, dem alten Ambroise Fleury, in einem abgelegenen Dorf in der Haute-Normandie, Cléry bei Les Andelys. Der Alte erfreut die Dorfkinder mit immer neuen Drachen, die oft Personen aus der französischen Geschichte darstellen, z. B. Jean-Jacques Rousseau. Es geht weiterhin um Ludos frühe Jugend, seine erste Liebe, später um seine Tätigkeit für die französische Résistance, insbesondere beim Retten abgeschossener alliierter Flieger, dann um die Landung der Alliierten in der Normandie und die heftigen Kämpfe zwischen ihnen und den Deutschen, schließlich um die Befreiung des Landes sowie die Rückkehr des unversehrten Onkels aus dem KZ Auschwitz.
Ludo lebt in einem normannischen Dorf. In seinem zehnten Lebensjahr lernt er Lila kennen, die Tochter eines polnischen Adeligen, der hier seinen Sommersitz in einem Herrenhaus hat, und auch ihre zwei Brüder und den deutschen Neffen Hans. Zwischen Hans und Ludo entbrennt eine heftige Konkurrenz um Lila. Als die Deutschen 1940 das Land erobern, nutzt sein Onkel, der Pazifist Ambroise, seine Drachen immer mehr zur politischen Demonstration, bis er nach der Razzia vom Vel’ d’Hiv, der auch viele jüdische Kinder zum Opfer fielen, sieben gelbe Sterne in den Himmel steigen lässt. Er muss nach Süden in das Dorf Le Chambon-sur-Lignon in den Cevennen ausweichen, dessen Bewohner unter der Leitung ihres Pfarrers André Trocmé Tausende jüdischer Kinder verstecken und dadurch ihr Leben retten. Auch diesen Kindern baut er viele Drachen.
Ludo schließt sich mit 19 Jahren der Résistance an. Seine Gruppe birgt abgeschossene Flieger der Alliierten und schleust sie ins Ausland. Mit Hilfe einer jüdischen Agentin, einer Kupplerin und Bordellwirtin, unterwandert die Gruppe den örtlichen Nazi-Apparat und kann dadurch Informationen an die Exilregierung in London geben. Die Bombardierung der Normandie nach der Landung der Alliierten erleben Ludo und Lila in nächster Nähe. 1944 schert man ihr die Haare als Strafe, weil sie sich mit deutschen Besetzern eingelassen hat, um Geld zu beschaffen. Demonstrativ heiratet Ludo sie im selben Dorf, noch einmal frisch geschoren, womit sich ihre Liebe nach 14 Jahren erfüllt. Der Onkel kommt aus dem KZ zurück, sein neuester Drachen verkündet von weitem seine Rückkehr.

## Literarische Einordnung
Gary legt, wie schon in seinem Buch von 1945 „Europäische Erziehung“, ein eindrucksvolles Bekenntnis zur Humanität und zu Europa, hier in der Konstellation Frankreich-Polen-Deutschland, ab. Obwohl er selbst als Jagdflieger auf gaullistischer Seite gegen die Deutschen gekämpft hat, schildert Gary die damalige Situation differenziert und ohne Schwarzweißmalerei. Die Rivalität zwischen den beiden Jugendlichen, dem Deutschen Hans und dem Franzosen Ludo, um die Gunst Lilas, wird durch den Krieg verschärft. Gary schildert in aller Deutlichkeit die Schrecken des Krieges und die Schwierigkeiten der Überlebenden, das Leben und die Liebe nach dem Krieg neu lernen zu müssen, und die Menschenwürde des anderen zu achten.
Das Buch ist ein in Deutschland wenig bekanntes Werk Garys, eines jüdischen Autors litauisch-polnischer Herkunft und Bestseller-Autors der französischen Nachkriegszeit. Es ist gespeist aus seinen persönlichen Erfahrungen, es spiegelt zusammenfassend das Weltbild seines Autors und ist gleichzeitig ein Liebesbekenntnis zu seiner Wahlheimat Frankreich. Es geht um die Frage, was macht Frankreich als Nation aus, da die Menschen dort nicht besser sind als andere auf der Welt? Für Ambroise und Ludo sind es die großen Denker der Aufklärung und die Achtung der Menschenrechte, symbolisiert in dem Roman in den Drachenfiguren, die am Himmel von Cléry aufsteigen. Die Drachen als Kunstwerke zeigen uns zugleich die erlösende Kraft der Kunst, ein durchgehendes Motiv bei Gary.
Der Roman ist eine Hommage an die Hoffnung, an den Mut und an die Erinnerung.
1979 vollendete Gary diesen Roman. Zur gleichen Zeit wählte seine Frau Jean Seberg den Freitod. Gary hörte nun auf, neue Bücher zu schreiben. Ein gutes Jahr später, der Roman war im Herbst 1980 erschienen, starb auch Gary durch Freitod. In seinem Abschiedsbrief verweist er auf den Schlusssatz von „Gedächtnis mit Flügeln“ als sein Lebensmotto. Auch in einer Radiosendung von 1979 hat er die Schlüsselstellung dieses Buches für sein Lebenswerk betont: Es gelingt mir nicht immer, die Rezepte meiner Bücher auf mein Leben anzuwenden, aber dieses Buch ist eigentlich die Geschichte von Leuten, die nicht verzweifeln können.
Noch deutlicher betont er sein Ideal von Schriftstellerei, nämlich eine möglichst weitgehende Identität von Autor und Werk, die insbes. auch auf die Aussagen von „Gedächtnis mit Flügeln“ anzuwenden ist, in seinem 1979 geschriebenen kurzen Essay Vie et mort d'Émile Ajar, der (noch einmal, nach dem Riesenwerk Pour Sganarelle) in Kürze seine Literaturtheorie enthält:
Die ideale Erzählung ist die “totale Erzählung”, bei der es unmöglich wäre, zwischen dem Schriftsteller in seinem wirklichen Leben und seiner erfundenen Heldenfigur zu unterscheiden. Diese Heldenfigur trägt die Züge des Picaro, dem Abenteurer des 18. Jahrhunderts, der sowohl für seine außergewöhnliche (legendary) Persönlichkeit als auch für seine gelungenen (beautiful) Werke bekannt ist.

## Verfilmungen
Der Roman wurde als vierteiliger Film 1983 unter der Regie von Pierre Badel für das französische Fernsehen verfilmt, mit Anne Gautier, Jacques Penot, Jean-Marc Thibault, Paul Crauchet und Rosy Varte in den Hauptrollen. 2007 wurde das Buch ein weiteres Mal für das TV verfilmt, mit Marc-André Grondin als Ludo und Gaëlle Bona als Lila, eine französisch-belgische Koproduktion.

## Weitere Verwendung des Romanmotivs
- Das französische Kulturzentrum Centre Culturel Français Romain Gary in Jerusalem zeigt einen animierten Kinderdrachen in den französischen Landesfarben als Logo auf seiner Homepage.[6]

## Ausgaben
- Romain Gary: Gedächtnis mit Flügeln. Roman. Aus dem Franz. von Jeanne Pachnicke („Les cerfs-volants“). Reihe Billige Bücher bb, Nr. 638. Aufbau-Verlag, Berlin (DDR) 1989, ISBN 3-351-01500-3; es gibt keine kpl. Übersetzung ins Englische, siehe jedoch Weblinks[7]
  - in Russisch: Ромен Гари: Воздушные змеи. роман (Vozdushnye zmei. roman) Symposium, St. Petersburg 2004, ISBN 5-89091-266-6
- Romain Gary: Die Jagd nach dem Blau. Roman. Aus dem Franz. von Jeanne Pachnicke („Les cerfs-volants“). Edition Blau im Rotpunktverlag, Zürich 2019, ISBN 978-3-85869-828-5[8]
- Hörbuch-CD, nicht im Handel: DAISY-Hörbuch, Sprecher Uwe Schröder. 678 Min., z. B. Nr. 6915 bei Deutsche Zentralbücherei für Blinde, Postfach 100245, D 04002 Leipzig (auch bei anderen Blindenbüchereien)
- Französische Auszüge in Text und TON (CD) in: Geneviève Baradona (Hrsg.): Littérature en dialogue. Niveau intermédiaire. ISBN 2-09-035218-3 (mit Unterrichtsmaterial)

## Belege
1. ↑  Viele Namen im Roman stecken voller Anspielungen: A. F. war ein Bürgermeister von Rouen, er lebte 1789 - 1857, entsprechend ist eine Straße in der Stadt nach ihm benannt und sein Grab kann noch besichtigt werden. Vermutlich meint Gary aber nicht ihn, sondern bezieht sich auf das Hotel "Coteau Fleury" (Blühender Weinberg) in Le-Chambon-sur-Lignon, in dem die Dorfbewohner Flüchtlinge vor den Nazis und den Vichy-Beamten unterbrachten. Dieses Dorf war für Gary als Symbol sehr wichtig.
2. ↑  Nancy Huston: Romain Gray, ein Fremdkörper in der französischen Literatur. In: Delf Schmidt (Hrsg.): Masken, Metamorphosen. Rowohlt Literaturmagazin Nr. 45, Reinbek 2000, ISBN 3-498-03908-3 ISSN 0934-6503 S. 113–133. Der Essay bietet eine hervorragende Einführung in Garys Gesamtwerk
3. ↑  siehe den Bezugsartikel Le Chambon-sur-Lignon für den Kontext. Garys Brief: Peut-être faut-il chercher la réponse dans le titre de mon ouvrage autobiographique: „La Nuit sera calme” et dans les derniers mots de mon dernier roman: “car on ne saurait mieux dire”, je me suis enfin exprimé entièrement. Die Antwort auf die Frage, warum er durch Freitod starb, liegt also in seinem Buchtitel, wörtlich „In der Nacht wird Stille sein.“ und im Schlusssatz von Les cerfs-volants: „…denn besser könnte man es (einen Lebenssinn) nicht ausdrücken“, nämlich als durch die Rettung jüdischer Kinder in Le Chambon.
4. ↑  Interview mit Jacques Chancel, Radioscopie, France Culture, überliefert bei Nancy Huston: Romain Gray, ein Fremdkörper in der französischen Literatur. In: Delf Schmidt (Hrsg.): Masken, Metamorphosen. Rowohlt Literaturmagazin Nr. 45, Reinbek 2000, ISBN 3-498-03908-3 ISSN 0934-6503 S. 131 (Chancel dort falsch geschrieben)
5. ↑  Gary, nach der engl. Fassung „Life and death of Emile Ajar“ von Barbara Wright 1983 im Anhang zu „King Solomon“; wieder in R. G. Pseudo, in der engl. Übers. von David Bellos: Hocus Bogus. R. G. writing as Emile Ajar, im Anhang S. 175–194, Yale University Press, New Haven & London 2010, ISBN 978-0-300-14976-0. Eigene Übers. ins Dt.
6. ↑  CCF Romain Gary - Jerusalem (Memento vom 27. März 2010 im Internet Archive)
7. ↑  Da Gary zweisprachig schrieb, hatte er sich das Recht auf alle englischen Ausgaben selbst vorbehalten, sein Sohn wacht darüber
8. ↑  Die Jagd nach dem Blau. Abgerufen am 6. Februar 2019. Übers. neu durchgesehen.
9. ↑  Siehe auch Weblinks, Todorov
10. ↑  T. bezieht sich auf Garys Buch für seine eigene Auffassung, mit dem Zitat „die Unmenschlichkeit ist Teil des Menschlichen“, l’inhumanité fait partie de l’humain.